# Xanthomima concolor
Xanthomima concolor là một loài bướm đêm trong họ Geometridae.